# Apateizm
Apateizm (ang. apatheism) – przekonanie, założenie lub zaakceptowanie poglądu, że Bóg i religia nie mają znaczenia dla ludzkiego życia.
Termin ten to neologizm, portmanteau powstałe z połączenia słów apatia i teizm, po raz pierwszy użyty w roku 2003 przez Jonathana Raucha w The Atlantic Monthly w artykule zatytułowanym  Let It Be.